# 90482 Оркус
 Тази статия е за обектът от пояса на Кайпер.  За фигурата от римската митология вижте Оркус.  
90482 Оркус е обект от пояса на Кайпер. Открит е от Майкъл Браун от Калифорнийския технологичен институт, Чадуик Трухильо от обсерваторията Джемини и Дейвид Рабиновиц от Йейлския университет през 2004 г.

## Размери и яркост
Видимата величина на обекта е 18,5, равна на тази на 50000 Кваоар, докато орбитата на обекта показва, че той е плутино. Затова Оркус вероятно е по-голям и по-отдалечен от Слънцето в сравнение с Кваоар. При предполагаемо албедо 0,09 неговият диаметър би бил 1600 км – най-големия обект в пояса на Кайпер след Плутон (Седна, за която се смята, че е по-голяма, принадлежи към Облака на Оорт).

## Наименование
Оркус, подобно на Плутон, носи името на митична фигура – бога на мъртвите от римската митология. Името е предложено от откривателите и е одобрено от Международния астрономически съюз на 22 ноември 2004 г.